# Deepwater Horizon

Deepwater Horizon i lågor den 21 april 2010, dagen före förlisningen.

Deepwater Horizon var en oljeplattform i Mexikanska golfen utanför Louisiana i USA som drabbades av en explosion 20 april 2010 och sjönk två dagar senare. Detta orsakade oljeutsläppet i Mexikanska golfen 2010, som var det största marina oljeutsläppet i historien. Borrhålet låg på 1 522 meters djup på havsbotten, och hålet hade borrats ner 5 486 meter när en blowout uppstod. 126 personer arbetade på plattformen; 11 omkom vid explosionen och många skadades.
Oljeplattformen byggdes 2001 av Hyundaivarvet i Sydkorea. Plattformen ägdes vid tiden för olyckan av världens största oljeborrningsaktör, amerikanska Transocean, och borrade olja för brittiska oljebolaget BP. Bolaget Halliburton hade konstruktionsansvaret för bottenplattan på sjöbotten.  Plattformen var förlagd 60 kilometer utanför kusten och 200 kilometer från storstaden New Orleans.